# Tulln an der Donau
Tulln an der Donau (n.đ. 'Tulln on the Danube') là một thị trấn lịch sử thuộc bang Hạ Áo (Lower Austria), Áo, đồng thời là trung tâm hành chính của Tulln District. Nhờ có nhiều công viên và vườn hoa, Tulln thường được gọi là Blumenstadt ("Thành phố Hoa"), và "Thành phố của sự Gắn kết" theo sáng kiến của Peter Eisenschenk, Thị trưởng Tulln.

## Địa lý
Thị trấn nằm ở trung tâm Tulln Basin, kéo dài đến Vienna Woods ở phía nam, cách thủ đô Viên khoảng 40 kilômét (25 mi) về phía tây bắc. Phần lớn khu vực đô thị tập trung ở bờ nam sông Danube.

### Các khu dân cư
Đô thị Tulln an der Donau bao gồm các cộng đồng địa chính: Frauenhofen, Langenlebarn-Oberaigen, Langenlebarn-Unteraigen, Mollersdorf, Neuaigen, Nitzing, Staasdorf, Trübensee, và Tulln Proper; được chia nhỏ thành các khu dân cư (dân số tính đến 1 tháng 1 năm 2022).
- Frauenhofen (104)
- Langenlebarn-Oberaigen (1465)
- Langenlebarn-Unteraigen (1026)
- Mollersdorf (168)
- Neuaigen (547)
- Nitzing (373)
- Staasdorf (250)
- Trübensee (131)
- Tulln an der Donau (12.492)

## Lịch sử
Tulln là một trong những thị trấn cổ nhất ở Áo. Mặc dù đã có cư dân sinh sống từ thời tiền La Mã (tên gọi Tulln có nguồn gốc Celtic), thị trấn trở nên quan trọng nhờ pháo đài Comagena (Comagenis) của Đế quốc La Mã. Vào những năm cuối cùng của La Mã, Thánh Severinus xứ Noricum được cho là đã đến thăm thành phố này, cứu nó khỏi sự tấn công của các bộ lạc man rợ.
Thị trấn lần đầu tiên được nhắc đến với tên Tullina trong một văn bản năm 859, khi khu vực này thuộc Công quốc Bavaria marcha orientalis. Tulln sau đó trở thành nơi cư trú của Nhà Babenberg, các hầu tước Áo từ năm 976. Tuy nhiên, Tulln mất dần vị thế khi Babenberg chuyển thủ phủ về Vienna.
Ngày 6 tháng 9 năm 1683, kỵ binh Ba Lan do vua John III Sobieski chỉ huy đã hợp quân tại đây với quân Đế quốc La Mã Thần thánh (Áo), cũng như quân từ Saxony, Bavaria và Baden để tham gia Trận Viên chống lại quân Đế quốc Ottoman. Thế kỷ 20 đánh dấu sự phát triển mới, và năm 1986, Tulln ứng cử làm thủ phủ của Hạ Áo, nhưng Sankt Pölten đã giành chiến thắng.

## Tulln ngày nay
Một nhà máy sản xuất đường lớn, Agrana Austria, đặt tại Tulln. Thị trấn cũng tổ chức nhiều hội chợ thương mại, bao gồm triển lãm thiết bị cắm trại và thuyền.
Một số cơ quan nhà nước của Hạ Áo như lực lượng cứu hỏa hay dịch vụ cứu trợ thiên tai có trụ sở tại Tulln. Trường Hàng không Liên bang cũng đặt ở đây.
Hội đồng thành phố có 37 ghế, trong đó Đảng Nhân dân Áo (ÖVP) chiếm 19 ghế. Gần đây, chính quyền thành phố đã thực hiện cải cách giao thông đô thị, thay nhiều đèn giao thông bằng vòng xuyến; hiện Tulln có 22 vòng xuyến.

## Giao thông
Có hai cây cầu bắc qua sông Danube tại Tulln. Tuyến đường sắt Franz Josef vượt sông ở đây, nối tiếp qua Krems an der Donau đến Gmünd. Báo Der Standard, một nhật báo của Vienna, cũng được in ấn tại Tulln.

## Danh lam thắng cảnh

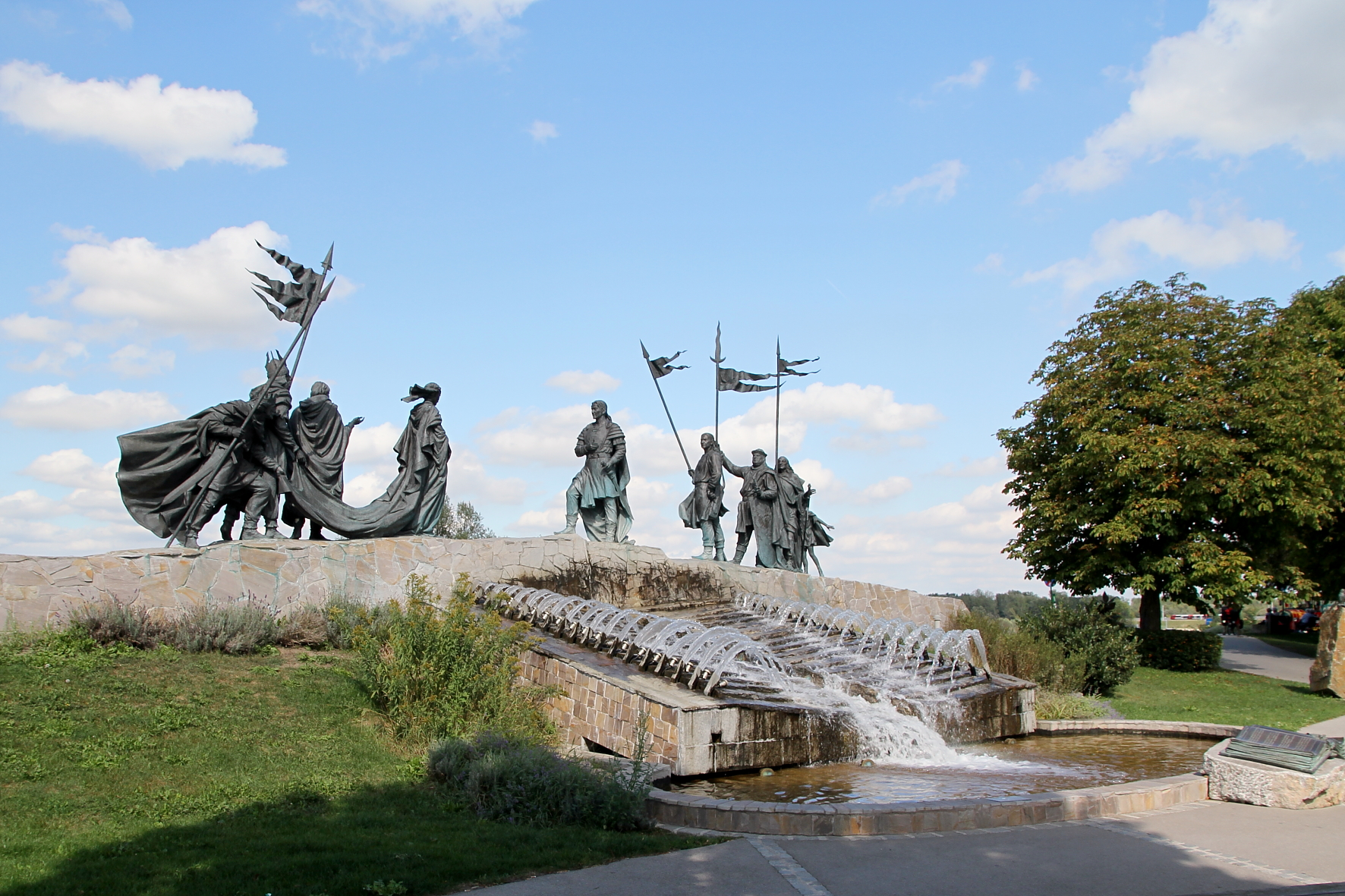
Đài phun Nibelungen

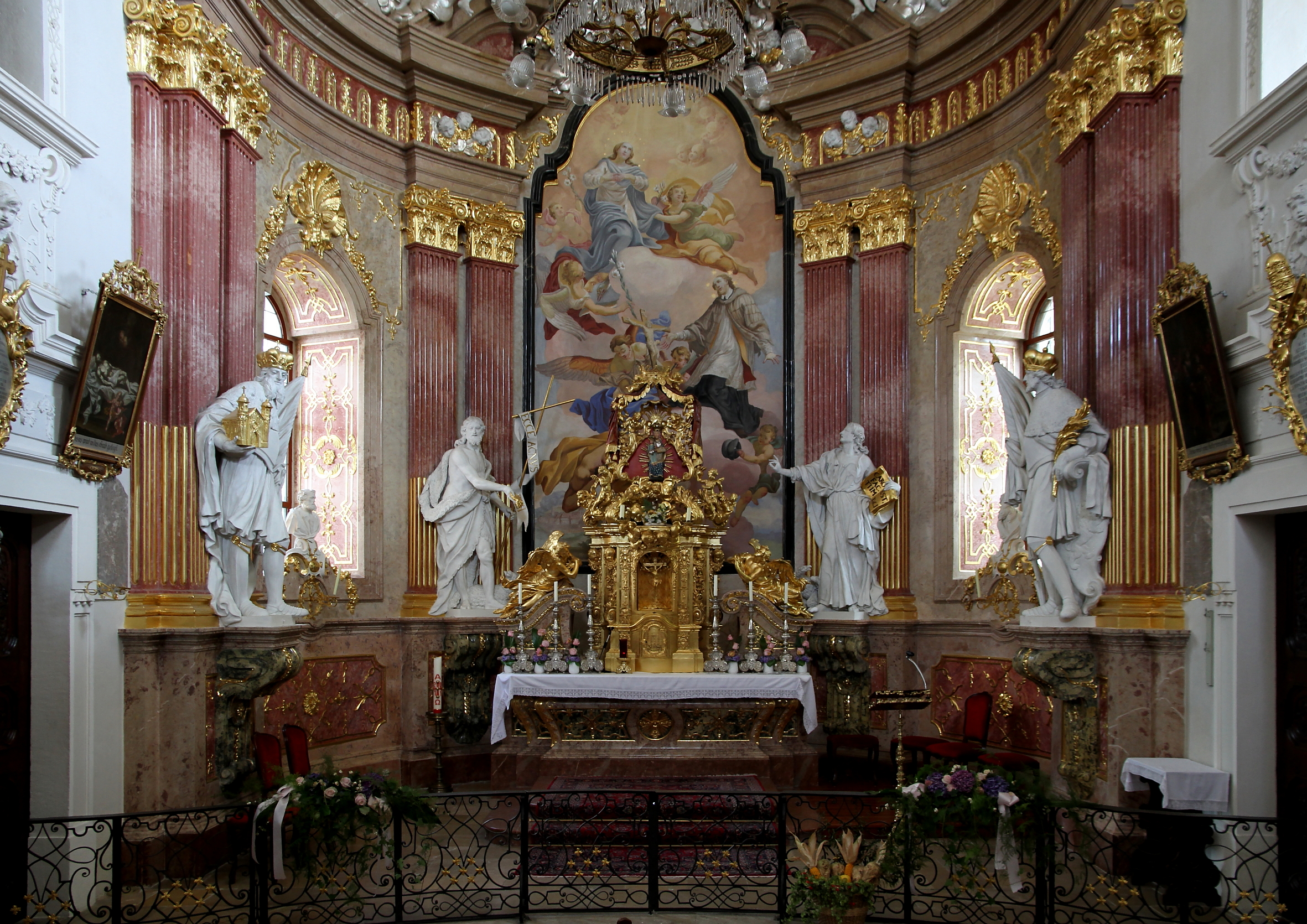
Bàn thờ nhà thờ Minoriten

- Theo Nibelungenlied, tại Tulln, Attila the Hun đã gặp Kriemhild và cầu hôn bà. Đài phun Nibelungen-Brunnen được khánh thành năm 2005 để kỷ niệm sự kiện này.
- Con tàu Regentag của Friedensreich Hundertwasser neo đậu trên sông Danube như một phần của bảo tàng nghệ thuật hiện đại từ năm 2004. Nó lần đầu tiên xuất hiện trong phim tài liệu Hundertwasser's Rainy Day (1972).
- Trung tâm thương mại Rosenarcade được xây dựng năm 2008.
- Aubad là hồ nổi tiếng ở Tulln, thu hút đông đảo du khách vào mùa xuân và mùa hè.
- Tu viện Minoritenkloster.
- Tháp La Mã thế kỷ 4.

## Công dân nổi bật

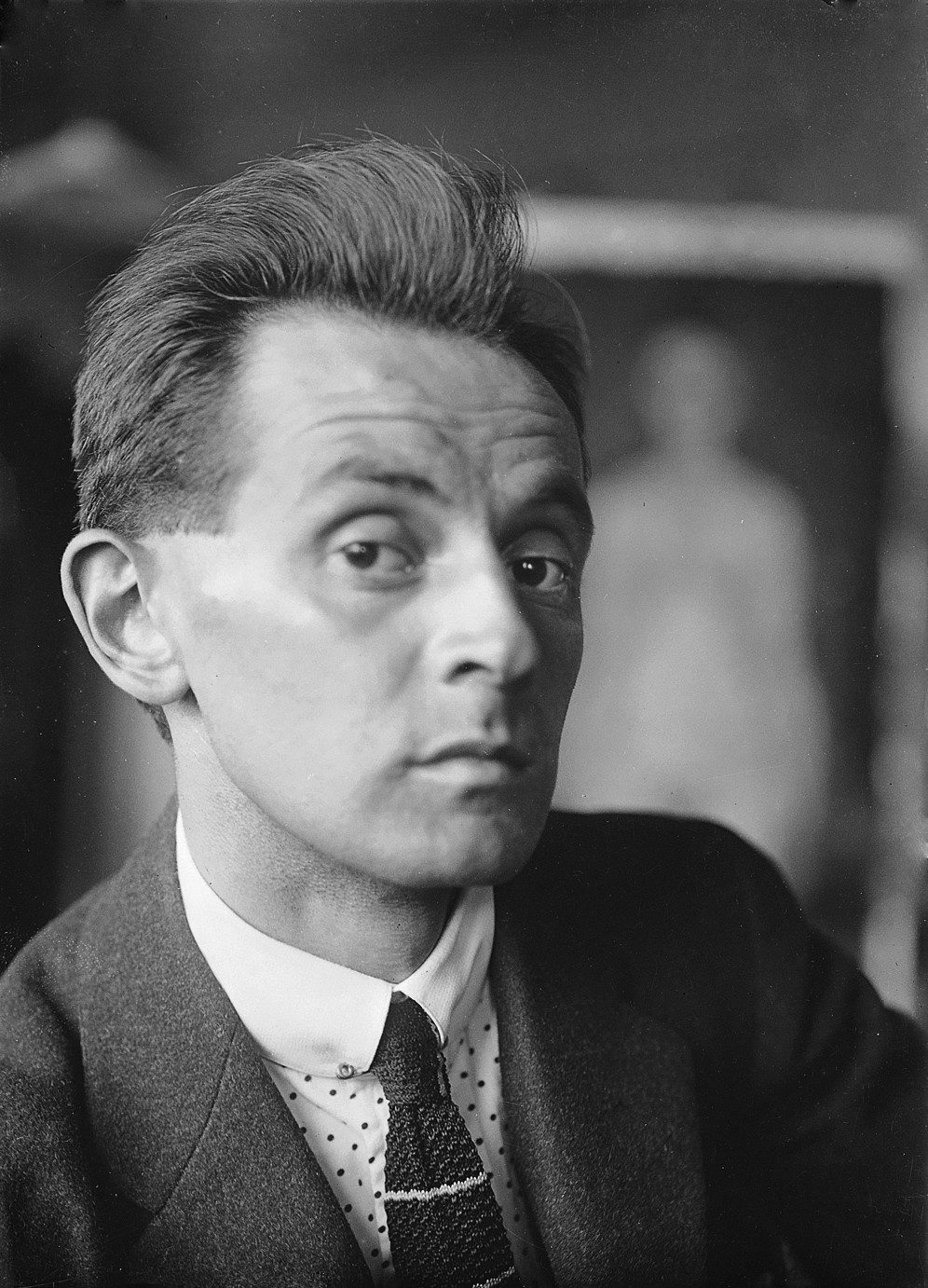
Egon Schiele, 1918

- Ferdinand Grossmann (1887–1970), nhạc trưởng hợp xướng, giảng viên thanh nhạc và nhà soạn nhạc
- Egon Schiele (1890–1918), họa sĩ Áo, sinh tại Tulln; Egon-Schiele-Museum được xây dựng để tưởng nhớ ông.[1]
- Siegfried Seidl (1911–1947), tội phạm chiến tranh Thế chiến II, chỉ huy trại tập trung Theresienstadt.
- Leo Stopfer (sinh 1964), họa sĩ, được ca ngợi là "Họa sĩ của những ngôi sao ballet"
- Peter Balazs (sinh 1970), nhà toán học, công tác tại Viện Hàn lâm Khoa học Áo
- Alex Machacek (sinh 1972), nghệ sĩ guitar jazz và nhà soạn nhạc
- Doris Schretzmayer (sinh 1972), diễn viên
- Richard Koch (sinh 1979), nghệ sĩ kèn trumpet jazz

### Thể thao
- Thomas Sykora (sinh 1968), vận động viên trượt tuyết núi cao, huy chương đồng Thế vận hội Mùa đông 1998
- Wolfgang Eibeck (sinh 1972), vận động viên xe đạp Paralympic, nhiều lần đoạt huy chương Paralympic Games
- Nina Burger (sinh 1987), cầu thủ bóng đá nữ, thi đấu 108 trận cho Đội tuyển nữ quốc gia Áo
- Robert Dreissker (sinh 1989), đô vật chuyên nghiệp
- Konstantin Kerschbaumer (sinh 1992), cầu thủ bóng đá, đã thi đấu hơn 350 trận
- Thomas Diethart (sinh 1992), vận động viên nhảy trượt tuyết, huy chương bạc đồng đội tại Thế vận hội Mùa đông 2014
- Nikola Dovedan (sinh 1994), cầu thủ bóng đá, đã thi đấu hơn 360 trận